# Лубнице (гмина, Верушувский повет)
Лубнице (пол. Łubnice) — сельская гмина (волость) в Польше, входит как административная единица в Верушувский повет, Лодзинское воеводство. Население — 4160 человек (на 2004 год).

## Сельские округа
1. Анджеюв
2. Дзетшковице
3. Колёня-Дзетшковице
4. Людвинув
5. Лубнице
6. Вуйцин

## Соседние гмины
1. Гмина Бяла
2. Гмина Болеславец
3. Гмина Бычина
4. Гмина Частары
5. Гмина Гожув-Слёнски
6. Гмина Скомлин